# Liturgie svatého Basila Velikého
Svatá božská liturgie našeho otce svatého Basila Velikého (řecky: Η Θεία Λειτουργία του Μεγάλου Βασιλείου) je liturgie pravoslavných církví a řeckokatolické církve. Slaví se desetkrát v roce. Její struktura je shodná s Liturgií svatého Jana Zlatoústého, od které se odlišuje zejména svojí anaforou, která je výrazně obsáhlejší a delší.

## Historie a autorství

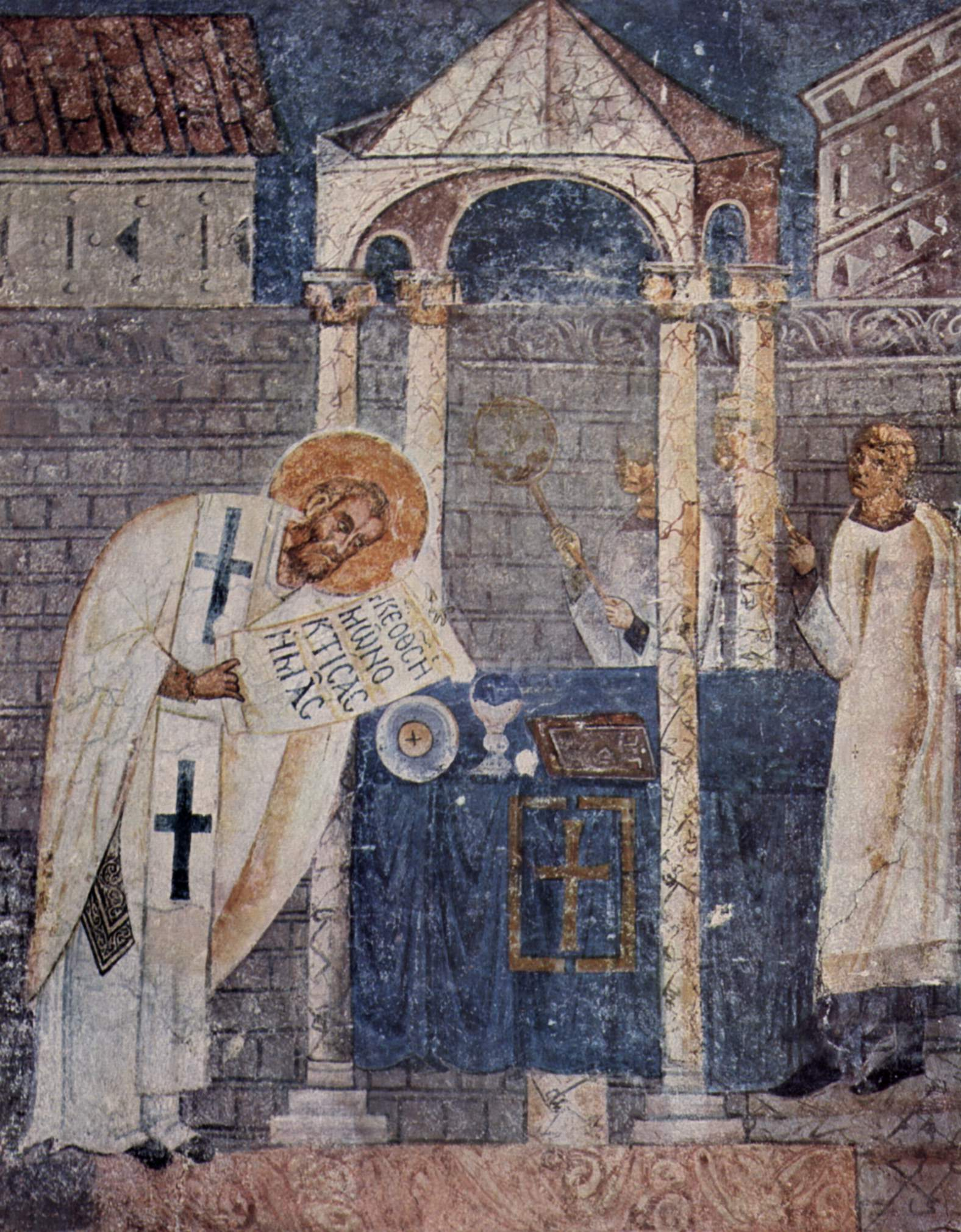
Sv. Basil Veliký během slavení svaté božské liturgie. Freska z katedrálního chrámu Svaté moudrosti v Ochride.

Autorství anafory se připisuje svatému Basilu Velikému (asi 330–379), arcibiskupovy Kaisareie.
Basil pravděpodobně doplnil a upravil nějakou starší anaforu. Strukturové reformy liturgie svatého Basila Velikého probíhaly paralelně s reformami liturgie svatého Jana Zlatoústého. V prvním tisíciletí byla tato liturgie považována za základní eucharistickou liturgii byzantského obřadu a byla sloužena častěji než liturgie svatého Jana Zlatoústého. 

## Kdy se slouží
Liturgie svatého Basila Velikého se slouží desetkrát v roce, konkrétně:
- v předvečer Narození Páně a nebo přímo na svátek
- 1. ledna na svátek Basila Velikého
- v předvečer Bohozjevení a nebo přímo na svátek
- každou neděli při velkém čtyřicetidenním půstu
- na Velký čtvrtek
- na Velkou sobotu

V předvečer Narození Páně a Bohozjevení, na Velký čtvrtek a Velkou sobotu se liturgie pojí s večierňou.